# Karel Váňa
Karel Váňa (29. listopadu 1867, Český Brod – 21. května 1951, Praha) byl český herec a fotograf, člen činohry Národního divadla v Praze. Na této scéně působil v období let 1906–1928.

## Život
U filmu začínal před 1. světovou válkou ve filmové společnosti ASUM v rámci blízkých styků architekta a filmaře Maxe Urbana a jeho ženy Anduly Sedláčkové s herci a ředitelstvím Národního divadla. Zajímavou, leč nedochovanou etudou je film Podkova o člověku, který nalezne podkovu, ale ta mu štěstí nepřinese. Za zmínku stojí i dvojrole ve významném českém němém filmu Stavitel chrámu, který byl adaptací pověsti o Petru Parléřovi, staviteli svatovítského chrámu v Praze.

## Filmografie
- Estrella (1913) – role neuvedena
- Idyla ze staré Prahy (1913) – zahradník
- Pan profesor, nepřítel žen (1913) – role neuvedena
- Podkova (1913) – role neuvedena
- Šaty dělají člověka (1913) – role neuvedena
- Ahasver (1915) – domovník Drbal
- Papá (1919) – role neuvedena
- Stavitel chrámu (1919) – druhý kněz / třetí stavitel (dvojrole)
- Yorickova lebka (1919) – rekvizitář divadla
- Děti osudu (1921) – Martin otec
- Píseň života (1924) – drožkář Havel